# ISO 3166-2:MG
ISO 3166-2:MG è uno standard ISO che definisce i codici geografici delle suddivisioni del Madagascar; è un sottogruppo dello standard ISO 3166-2.
I codici, assegnati alle sei province del paese (ora sostituite da 22 regioni), sono formati da MG- (sigla ISO 3166-1 alpha-2 dello Stato), seguito da una lettera.

## Codici
| Codice | Provincia    |
| ------ | ------------ |
| MG-T   | Antananarivo |
| MG-D   | Antsiranana  |
| MG-F   | Fianarantsoa |
| MG-M   | Mahajanga    |
| MG-A   | Toamasina    |
| MG-U   | Toliara      |